# Mont Vélan
Pour les articles homonymes, voir Velan.
Le mont Vélan, culminant à 3 722 ou 3 734 mètres, est un sommet des Alpes pennines. Il est situé sur la frontière entre l'Italie (Vallée d'Aoste) et la Suisse (canton du Valais). Il se trouve à proximité du col du Grand-Saint-Bernard et du massif des Combins. Le mont Vélan domine plusieurs arêtes et sommets avoisinants, notamment le Petit Vélan. Le sommet est fréquemment gravi par les alpinistes pendant que les randonneurs peuvent découvrir les contreforts de la montagne. Un refuge du Club alpin suisse, la cabane Vélan, permet de se restaurer ou dormir pendant ses périodes d'ouverture.

## Toponymie
Le nom « Vélan » provient du patois francoprovençal local qui associait à ce mot des significations négatives liées à la domination (« méchanceté », « écrasement ») et aux teintes sombres (« foncé »).

## Géographie
Le mont Vélan se situe à la frontière de l'Italie et de la Suisse. Côté suisse, il ferme au sud le val d'Entremont. Il se trouve entre le col du Grand-Saint-Bernard à l'ouest et le massif des Combins à l'est.
Localement, ce sommet s'inscrit dans un ensemble complexe d'arêtes et de sommets satellites, notamment le Petit Vélan (3 222 mètres) et les dents du Vélan.
Le Vélan est une zone hydrographique importante puisqu'il sépare les eaux des bassins de la Valpelline et de la vallée du Grand-Saint-Bernard.
Sur le plan géologique, le mont Vélan appartient à la nappe du Grand-Saint-Bernard, plus précisément aux les nappes des Pontis, de Siviez-Mischabel et du Mont Fort. Il y a 100 millions d'années, la zone était un micro-continent coincé entre les marges européennes et africaines. Les roches qui composent le Vélan sont principalement des gneiss et des schistes. Ces roches métamorphiques sont sans doute issues de roches sédimentaires sablo-argileuses.

## Histoire
La première ascension répertoriée du mont Vélan est réalisée par Laurent-Joseph Murith, un chanoine de l'hospice du Grand-Saint-Bernard et botaniste, accompagné de deux chasseurs locaux Moret et Genoud. Le 31 août 1779, ils gravissent le mont Vélan par la face ouest sur un itinéraire qui n'est plus pratiqué de nos jours,

## Ascension
Six voies principales (niveau de difficulté classé F à D) permettent gravir le mont Vélan. Le rocher est considéré comme mauvais et des voies ont dû être abandonnées à la suite de chutes de pierres jugées trop fréquentes.
Les sommets avoisinants d'une altitude moindre peuvent être atteints par des randonneurs aguerris et bien équipés (par exemple au Petit Vélan, classé en T5).
La cabane du Vélan, appartenant à la section genevoise du Club alpin suisse, est construite sur les contreforts de la montagne à 2 642 mètres d'altitude. Elle est fréquentée par les alpinistes ou les randonneurs.